# Narcissus rogendorfii
Narcissus rogendorfii är en amaryllisväxtart som beskrevs av Jules Aimé Battandier och Louis Charles Trabut. Narcissus rogendorfii ingår i släktet narcisser, och familjen amaryllisväxter.
Artens utbredningsområde är Algeriet. Inga underarter finns listade i Catalogue of Life.